# Isotomus theresae
Isotomus theresae är en skalbaggsart som först beskrevs av Maurice Pic 1897.  Isotomus theresae ingår i släktet Isotomus och familjen långhorningar. Inga underarter finns listade i Catalogue of Life.